# Cesare Caporali
Pour les articles homonymes, voir Caporali.
Cesare Caporali (né le 20 juin 1531 à Panicale et mort en 1601 à Castiglione del Lago) est un poète et auteur dramatique italien de la Renaissance.

## Biographie
Cesare Caporali fait d'abord des études de droit qu'il ne peut achever à cause de la mort de son père. Il étudie alors la littérature et la philosophie et s'installe à Rome où il trouve un emploi à la cour du cardinal Fulvio Giulio della Corgna. Il rentre ensuite au service de Ferdinand III de Médicis où il séjourne avec Miguel de Cervantes.
Protégé par la famille Della Corgna (it), il devient secrétaire de Scipione Tolomei et occupe le poste de poète de la Cour à Castiglione.
Membre de l'école bernesque, il est le premier à publier des Nouvelles ou Avis du Parnasse. Il obtient la renommée avec ses Viaggio di Parnaso et Avvisi di Parnaso.
Mort en 1601, il est inhumé dans l'église San Domenico à Castiglione auprès de Fulvio Alessandro della Corgna (it).

## Œuvres

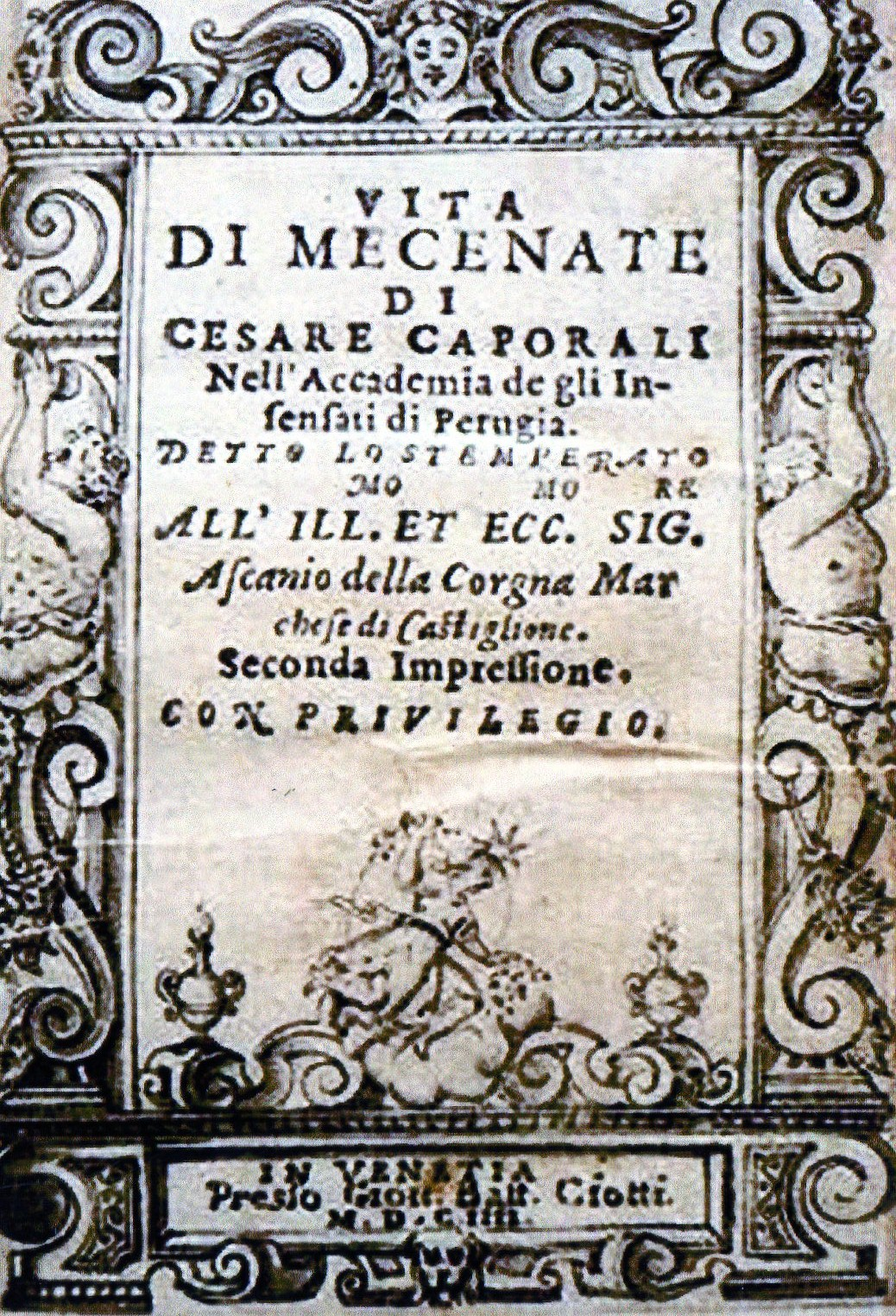
"Vita di Mecenate", dedicacé à Ascanio II della Corgna

Ses œuvres ont été publiées en intégralité en 1770 à Pérouse.
- Viaggio di Parnaso (Voyage du Parnasse), 1582
- Satires, 1574
- Orti di Mecenate (Jardins de Mécène)
- La vita di Mecenate (Vie de Mécène), posth., 1604
- Lo sciocco (Le fou), comédie, 1604
- La Ninnetta, comédie, 1604
- Le Piacevoli Rime, 1609